# Eumecia
Genre
Eumecia est un genre de sauriens de la famille des Scincidae.

## Répartition
Les espèces de ce genre se rencontrent dans le sud de l'Afrique.

## Liste des espèces
Selon The Reptile Database (21 sept. 2012) :
- Eumecia anchietae Bocage, 1870
- Eumecia johnstoni (Boulenger, 1887)

## Publication originale
- Bocage, 1870 : Description d'un "Saurien" nouveau de l'Afrique occidentale. Jornal de Sciencias Mathematicas, Physicas e Naturaes, Academia Real das Sciencias de Lisboa, vol. 3, no 9, p. 66-68 (texte intégral).